# Поляков, Фёдор Илларионович
Фёдор Илларионович Поляков — организатор колхозного производства, депутат Верховного Совета СССР I созыва.

## Биография
Родился в 1896 году в с. Кораблино Рязанского уезда в многодетной семье. Из рабочих.
С 1908 года работал штукатуром в Егорьевске, затем в Рязани.
В 1915 году мобилизован в армию, служил в 319-м пехотном Бугульминском полку. Демобилизован по болезни.
В 1918 году — секретарь комитета бедноты в родном селе. С ноября того же года служил в РККА, учился на Первых рязанских пехотных курсах, служил начальником разведки, командиром роты. В 1923 году вернулся в Кораблино.
В 1924—1929 годах — председатель потребительской кооперации. С 1929 года — колхозник, с 1933 года — председатель колхоза «Красная Звезда» (в 1935 г. — 1765 га земли, в том числе 1461 га пахотной, 188 лошадей).
В 1939—1942 годах — председатель Старожиловского райисполкома.
Делегат VIII Всесоюзного съезда Советов. В 1937 году избран депутатом Верховного Совета СССР I созыва.
Умер не ранее 1970 года.
Награждён орденом «Знак Почёта» (1936).